# Contea di Buloke
La contea di Buloke è una Local government area che si trova nello Stato di Victoria. Si estende su una superficie di 8.004 chilometri quadrati e ha una popolazione di 6.384 abitanti. La sede del consiglio si trova a Wycheproof.